# Барвінський Мартин Григорович
Барвінський Мартин Григорович (22 квітня 1784, с. Осташівці, нині Зборівський район, Тернопільська область — 3 квітня 1865, Львів) — український церковний та громадсько-політичний діяч, педагог, доктор богослов'я (31 серпня 1810), ректор Львівського університету у 1837–1838 академічному році.

## Життєпис
Народився 22 квітня 1784 року в с. Осташівці (Золочівський округ, Габсбурзька монархія, нині Тернопільського району Тернопільська область, Україна) у священничій родині. Батько — греко-католицький священник Григорій Барвінський, парох Осташівців; матір — дружина батька Софія Скородинська (сестра єпископа Миколи Скородинського).
Закінчив гімназію отців Василіян у Збаражі (1797–1802), навчався на філософському факультеті Львівського (закінчив у 1804 році) і богословському факультеті Віденського (1804–1810) університетів. Священниче рукоположення отримав 15 березня 1807 року у Відні від єпископа Антіна Ангеловича. Також у цьому місті отримав ступінь доктора богослов'я у 1810 році.
У 1810–1814 роках — префект Львівської духовної семінарії, 1811–1813 (або 1823) рр. — професор біблійної науки (Нового Завіту) і старогрецької мови в ліцеї у Львові.
Декан богословського факультету Львівського університету (1823–1824), його ректор (1837—1838 як професор-емерит).
Багаторічний член греко-католицької митрополичої капітули, а саме: у 1824–1830 роках — схоластик, у 1824–1840 — генеральний вікарій та офіціал, у 1830–1836 — декан (архидиякон), у 1836–1865 — архипресвітер і препозит, від 1864 р. — папський прелат домовий.
У 1835–1860 роках — посол Галицького станового сейму як представник осіб духовного стану, був членом Виділу. Кавалер ордена Залізної Корони III-го ступеня.
Автор ряду богословських праць. Виступав у справах українських народних шкіл у Галичині.
Долинський Лука виконав портрет крилошанина М. Барвінського.
Помер 3 квітня 1865 року у Львові. Був спочатку похований на Городоцькому цвинтарі у Львові, у 1880 році його прах разом з прахом єпископів Спиридона Литвиновича та Григорія Яхимовича був перепохований в єпископській гробниці на Личаківському цвинтарі Львова.